# Klimontów (Sosnowiec)
Klimontów ist eine ehemalige Stadt (1967 bis 1975), jetzt ein Stadtteil von Sosnowiec in der Woiwodschaft Schlesien in Polen.

## Geschichte
Der Ort wurde im Jahr 1361 als Clymontow erstmals urkundlich erwähnt, als es mit Siedlec zu Otto von Pilcza, dem Starost von Ruthenien, gehörte. Nach dem Jahr 1379 wurde es von Otto aus dem polnischen ins Magdeburger Recht übertragen. 1386 wurde es mit Siedlec und Pogoń im Teschener Distrikt (siehe Herzogtum Siewierz) von Piotr Szafraniec an Wisław und Piotr aus Mysłowice verkauft. Der besitzanzeigende Name ist vom Personennamen Klimont/Klimąt/Klimunt (= Klemens) abgeleitet. Möglicherweise nach Klemens von Ruszcza, der im Jahr 1228 Orte in der Umgebung von Czeladź vom Herzog Kasimir I. von Oppeln-Ratibor erhielt.
Der Ort zwischen der Schwarzen und Weißen Przemsza gehörte administrativ zum Kreis Proszowice bzw. Kraków in der Woiwodschaft Krakau im Königreich Polen (ab 1569 in der Adelsrepublik Polen-Litauen), jedoch war das Dorf in die römisch-katholische Pfarrei in der oberschlesischen Stadt Mysłowice bis zum 19. Jahrhundert eingepfarrt.

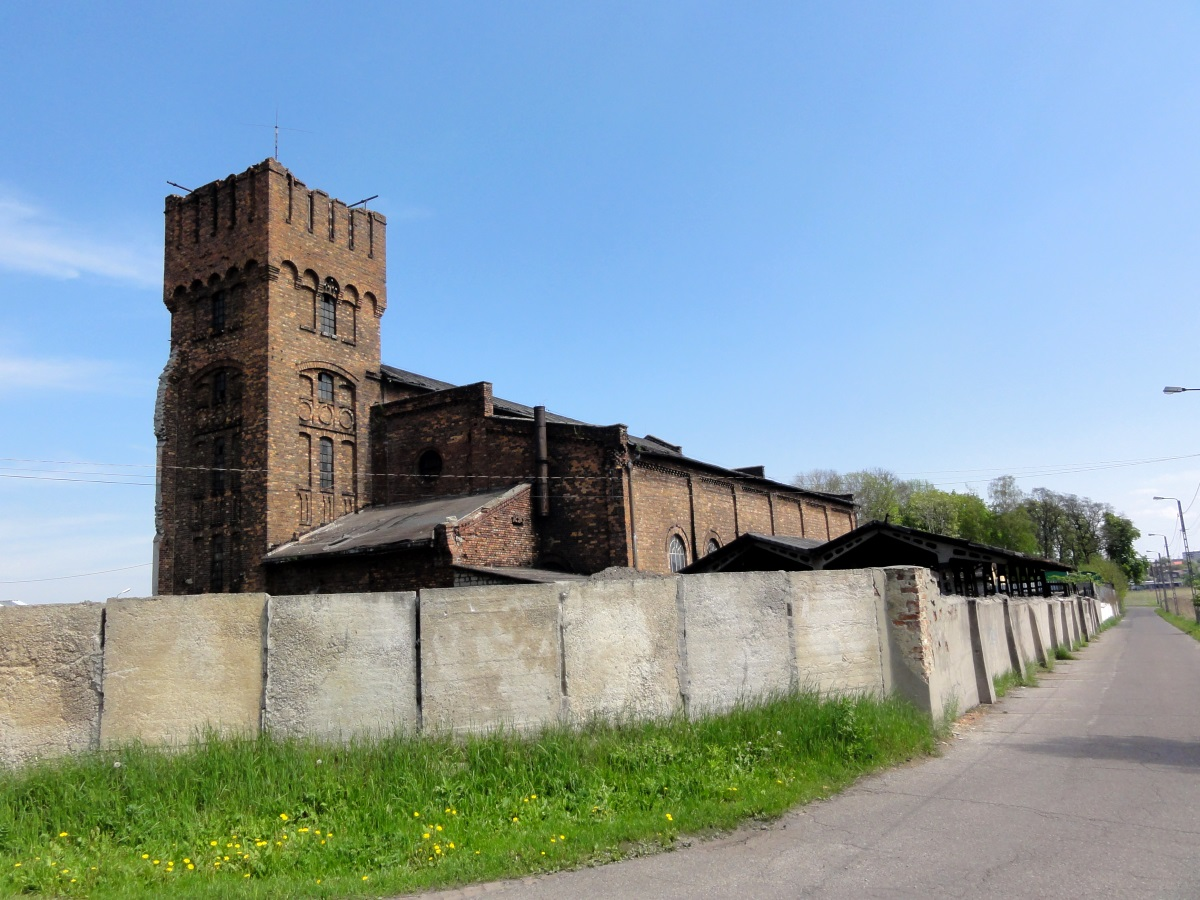
Die alte Zeche Klimontów

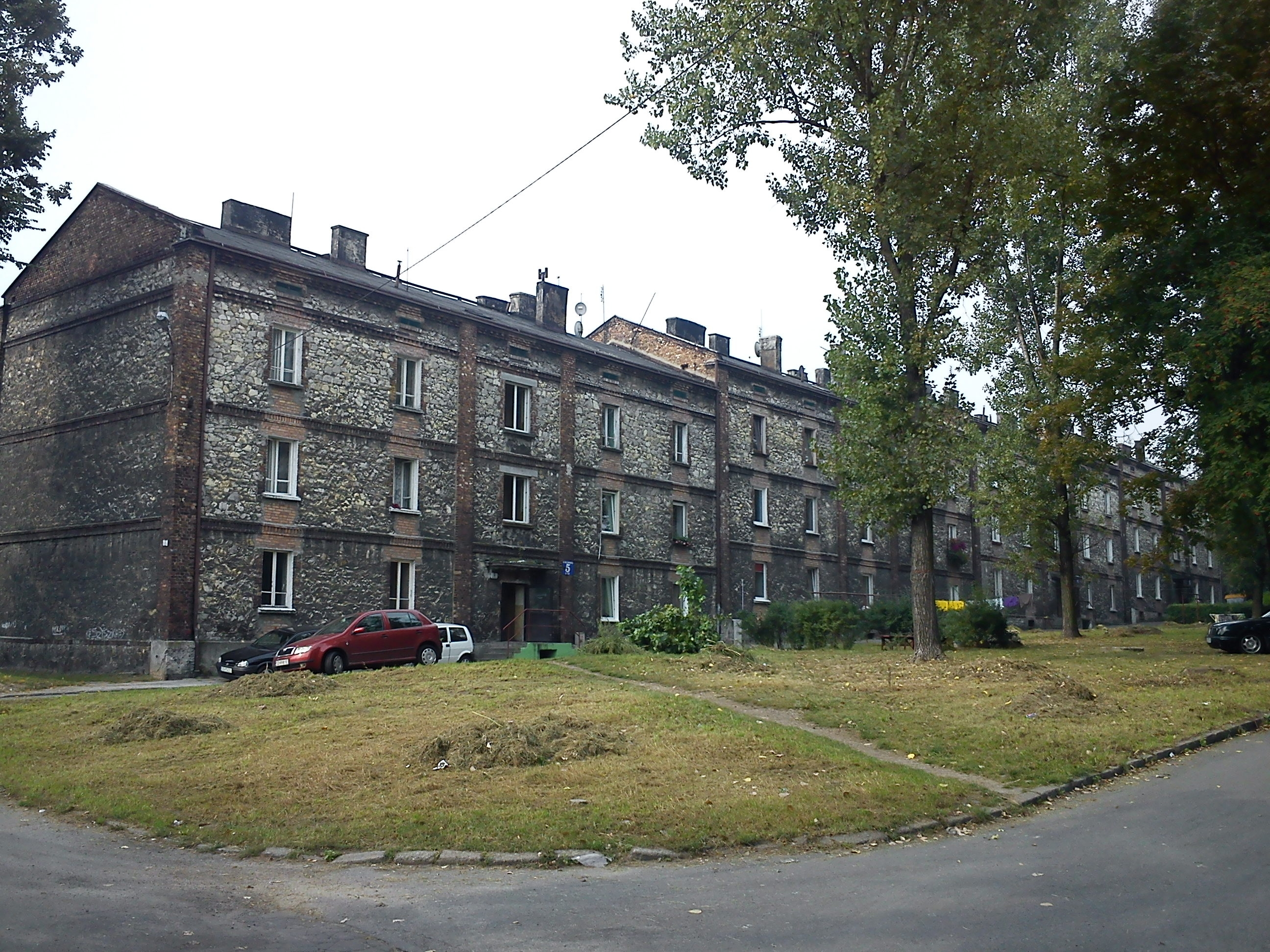
Arbeitersiedlung

1487 wurde es an die Güter der Stadt Będzin angeschlossen. Im Zuge der Dritten polnischen Teilung kam es 1795 an Preußen als Teil von Neuschlesien. 1807 kam es ins Herzogtum Warschau und 1815 ins neu entstandene russisch beherrschte Kongresspolen. 1827 gab es 51 Häuser mit 294 Einwohnern und um 1880 40 Häuser und 475 Bewohner, davon waren um 200 eingewanderte Arbeiter der Industrie im Polnischen bzw. Dombrowaer Kohlebecken. In den Jahren 1898 bis 1908 wurde die Zeche Klimontów gebaut. 1917 und 1933 traten die örtlichen Bergleute in Streiks.
Nach dem Ende des Ersten Weltkriegs kam es zu Polen. Im Jahr 1921 hatte das Dorf Klimontów in der Gemeinde Zagórze im Powiat Będziński der Woiwodschaft Kielce 221 Häuser mit 5237 Einwohnern, es waren überwiegend polnische (5224) Römisch-Katholiken (5155).
Beim Überfall auf Polen 1939 wurde das Gebiet von den Deutschen besetzt und dem Landkreis Bendsburg im neuen „Ostoberschlesien“ zugeordnet. Die Zeche wurde auf „Bismarck“ umbenannt.
1952 wurde eine Straßenbahnlinie eröffnet, heute Teil der Straßenbahn im oberschlesischen Industriegebiet. Während der Volksrepublik Polen erhielt Klimontów in der Woiwodschaft Katowice 1954 Status der Siedlung städtischen Typs und 1967 das Stadtrecht. 1975, unter Edward Gierek –– selbst aus dem benachbarten Porąbka, wurde es nach Sosnowiec eingemeindet.